# Vägen till Flandern
Vägen till Flandern är en roman av den franske författaren och nobelpristagaren Claude Simon, utgiven 1960.
Romanen är en självbiografisk skildring av författarens upplevelser som kavallerist och krigsfånge under andra världskriget. Den är karaktäristisk för den nya romanen och är skriven som ett collage av minnesfragment och associationer i huvudpersonen och alter egot Georges medvetande.
Vägen till Flandern har av Mats Gellerfelt utnämnts till "en av vår tids största romaner".